# Clidemia cubensis
Clidemia cubensis är en tvåhjärtbladig växtart som beskrevs av Célestin Alfred Cogniaux. Clidemia cubensis ingår i släktet Clidemia och familjen Melastomataceae. Inga underarter finns listade i Catalogue of Life.